# 379 (numero)
Trecentosettantanove (379) è il numero naturale dopo il 378 e prima del 380.

## Proprietà matematiche
- È un numero dispari.
- È un numero difettivo.
- È un numero primo.
- È un numero primo troncabile a destra.
- È un numero felice.
- È pari alla somma dei primi 15 numeri primi dispari (dal 3 al 53).
- È un numero palindromo nel sistema di numerazione posizionale a base 13 (232).
- È un numero poligonale centrale.
- È parte della terna pitagorica (379, 71820, 71821).

## Astronomia
- 379P/Spacewatch è una cometa periodica del sistema solare.
- 379 Huenna è un asteroide della fascia principale del sistema solare.

## Astronautica
- Cosmos 379 è un satellite artificiale russo.